# عمادآباد (مرودشت)
عمادآباد (مرودشت) روستایی از توابع بخش مرکزی شهرستان مرودشت در استان فارس ایران است.
زبان مردم این روستا فارسی است و لهجه خاص خود را دارد.

## جمعیت
این روستا در دهستان رودبال قرار دارد و براساس سرشماری مرکز آمار ایران در سال ۱۳۸۵، جمعیت آن ۱٬۰۲۳ نفر (۲۳۲خانوار) بوده‌است.